# Kościół ewangelicki w Augustowie
Kościół ewangelicki w Augustowie – kościół protestancki w Augustowie, istniejący w XIX i XX wieku.
Ewangelicy w Augustowie stanowili nieliczną grupę. W roku 1819 otrzymali na swoje potrzeby budynek dawnego magazynu furażowego. Budynek został zamieniony na magazyn wojskowy w 1831 i w tym samym roku spłonął. Członkowie dozoru ewangelickiego skierowali w 1833 do namiestnika Iwana Paskiewicza prośbę o zgodę na budowę nowej świątyni. Projekt budowli sporządził w 1834 Hipolit Kossuth. Place pod budowę, przy skrzyżowaniu ówczesnych ulic Szewskiej i Ruskiej (obecnie Kilińskiego i Sienkiewicza), zakupiono w 1838, a prace rozpoczęto w 1840. Wykonywał je przedsiębiorca Józef Foks. Koszty prac pokryto z funduszy rządowych oraz odszkodowania. W roku 1841 powstała drewniana świątynia, pokryta dachówką. Z braku środków prace wykończeniowe przedłużały się. W 1851 zrobiono pułap i poprawiono kolumny. W latach 1890–1892 dach zmieniono na blaszany.